# Pterogobius
 Pterogobius és un gènere de peixos de la família dels gòbids i de l'ordre dels perciformes.

## Taxonomia
- Pterogobius elapoides (Günther, 1872)[2]
- Pterogobius virgo (Temminck & Schlegel, 1845)[3]
- Pterogobius zacalles (Jordan & Snyder, 1901)[4]
- Pterogobius zonoleucus (Jordan & Snyder, 1901)[4][5][6][7][8][9][10]